# Frauengebäranstalt

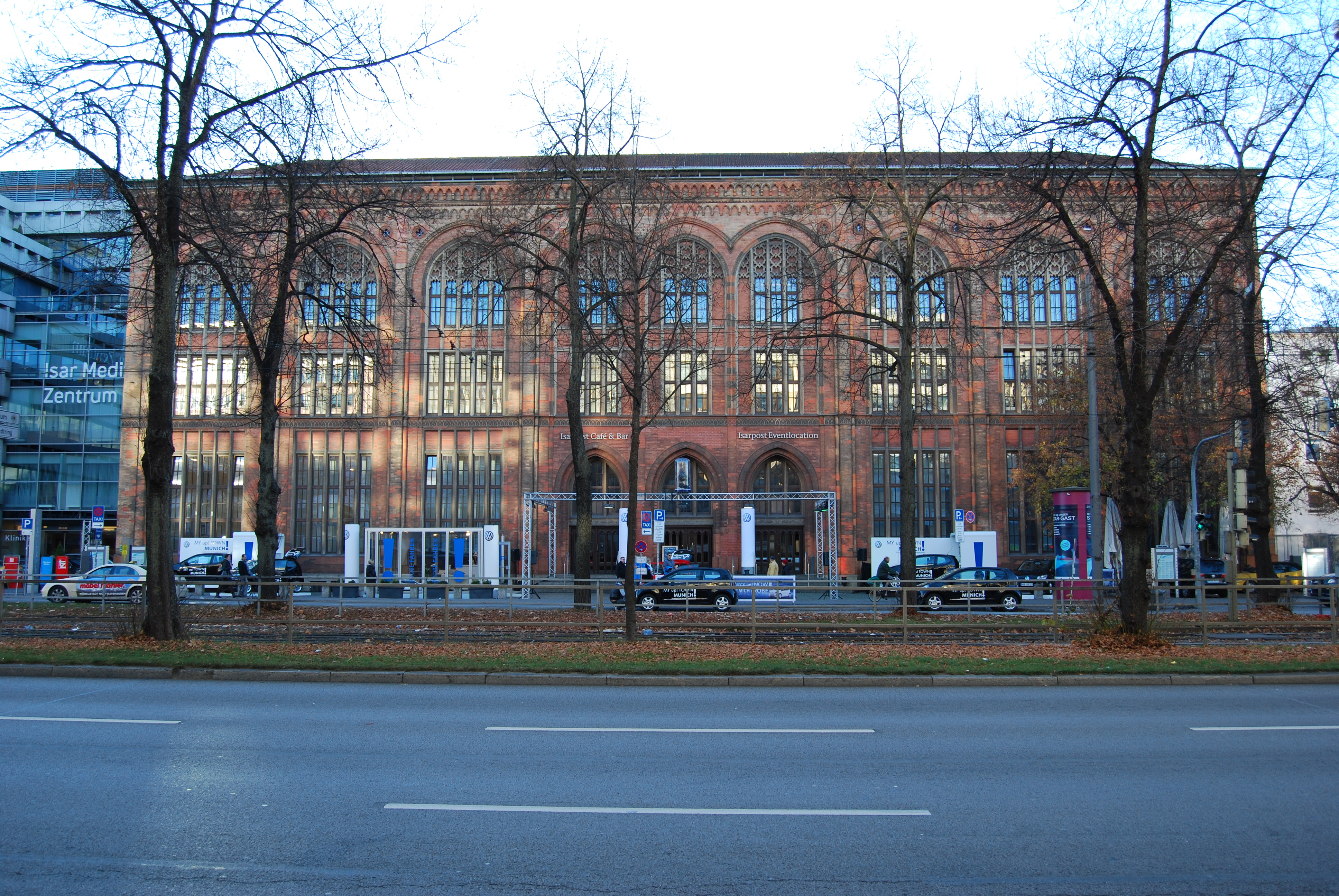
Ehemalige Frauengebäranstalt, heute Isarpost Eventlocation

Die ehemalige Frauengebäranstalt in München, Sonnenstraße 24/26 in der Ludwigsvorstadt, ist ein unter Denkmalschutz stehendes Backsteingebäude. Es wurde in den 1850er Jahren als Frauen- und Geburtsklinik erbaut und von den 1920er bis in die 1990er Jahre als Postdienstgebäude genutzt. Heute beherbergt es wieder eine private Klinik und in den unteren Geschossen ein Restaurant sowie eine Veranstaltungsstätte.

## Geschichte
Im Jahr 1853 begannen die Bauarbeiten, 1856 wurde der Bau mit seinen hohen Spitzbogenfenstern an der Sonnenstraße als Frauengebäranstalt fertiggestellt. Es war das erste Gebäude im neugotischen Maximilianstil des Architekten Friedrich Bürklein. Die Bauleitung hatte der Münchner Stadtbaumeister Arnold Zenetti. Bis Anfang des 20. Jahrhunderts gehörte der Bau zur Universitäts-Frauenklinik.  
Von 1920 bis 1922 wurde er von Robert Vorhoelzer und Franz Holzhammer,  Architekten der bayerischen Postbauschule, zum Postsparkassenamt und Postscheckamt umgebaut. Nach dem Zweiten Weltkrieg wurde die Fassade verändert. Nachdem das Postscheckamt an die Bayerstraße umgezogen war, verkleinerte die Deutsche Post AG Ende der 1990er Jahre ihre Präsenz in dem Gebäude. 
Seit 2008 befindet sich dort nach dem Auszug der Post eine Privatklinik.
Der linke Teil der unteren Geschosse wird als Veranstaltungsstätte genutzt, deren Betreiber bereits mehrmals wechselten. Im rechten Teil befindet sich seit Anfang 2015 das Flagship der Restaurantkette „Hans im Glück“.